# Résurrection (Roussel)
Pour les articles homonymes, voir Résurrection (homonymie).
Résurrection op. 4 est un prélude symphonique composé par Albert Roussel en 1903.

## Présentation
Résurrection est la première pièce pour orchestre conservée de Roussel, ce dernier ayant détruit la plupart de ses partitions de jeunesse,.
C'est un prélude symphonique sous forme de poème symphonique, dont l'argument est inspiré du roman éponyme de Léon Tolstoï,.
L’œuvre, dédiée à Édouard Brunel, est créée à Paris, au Nouveau-Théâtre, le 17 mai 1904 à la Société nationale de musique, sous la direction d'Alfred Cortot. 

## Instrumentation
La partition est instrumentée pour orchestre symphonique :
| Instrumentation de Résurrection                                                            |
| Bois                                                                                       |
| 1 piccolo, 2 flûtes, 2 hautbois, 1 cor anglais, 2 clarinettes, clarinette basse, 2 bassons |
| Cuivres                                                                                    |
| 4 cors, 3 trompettes, 3 trombones, 1 tuba                                                  |
| Percussions                                                                                |
| timbales                                                                                   |
| Claviers / cordes pincées                                                                  |
| harpe                                                                                      |
| Cordes                                                                                     |
| premiers violons, seconds violons, altos, violoncelles, contrebasses                       |

## Analyse
Le roman dont s'inspire Roussel pour l'écriture de son prélude symphonique, Résurrection de Tolstoï, est paru en France en 1900. En 1902, une adaptation théâtrale est réalisée par Henry Bataille . Le compositeur achève quant à lui sa partition le 17 août 1903, à Pierrefonds,. 
L’œuvre s'inscrit dans la lignée des poèmes symphoniques de Liszt et Franck. Le style caractéristique de Roussel n'est pas encore affirmé : « le jeune auteur se cherche », même si « l'orchestration joue la dramatisation et les caractérisations des différents pupitres affirment déjà le génie du coloriste, attiré par les timbres sombres ». Au terme d'une confrontation violente entre obscurité et lumière, « un choral sur le thème de Pâques symbolisant la résurrection donne au morceau son apothéose finale et glorifie la victoire sur les ténèbres ». 
Dans un article de La Revue musicale paru en 1937, consacré à Roussel, le compositeur et pédagogue Charles Koechlin notait, revenant sur la création de la pièce : « Dès ce jour, je savais qu'il y en aurait bien peu parmi ses confrères qui s'élèveraient à la hauteur de sa sensibilité ». 
L'exécution de l'œuvre dure en moyenne douze minutes. 
Résurrection porte le numéro d'opus 4 et, dans le catalogue des œuvres du compositeur établi par la musicologue Nicole Labelle, le numéro L 4.

## Discographie
- Albert Roussel Edition, CD 3, par l'Orchestre national du Capitole de Toulouse, Michel Plasson (dir.), Erato 0190295489168, 2019[9].
- avec la Symphonie no 1, par l'Orchestre national royal d'Écosse, Stéphane Denève (dir.), Naxos 8.570323, 2009[10].